# Vibidia (cráter)
Vibidia es un cráter de impacto en el asteroide (4) Vesta, teniendo un diámetro de 7.1 km. Presenta un patrón distintivo de material brillante y oscuro, similar a rayos: los rayos brillantes se extienden circularmente a lo largo de 15 km alrededor de Vibidia, mientras que los rayos oscuros se limitan principalmente al interior del cráter y al borde. Los rayos atraviesan cráteres más antiguos, mientras que algunos cráteres más recientes se han formado sobre ellos.

## Observación y denominación
Vibidia se identificó por primera vez como una unidad espectral distinta a partir de las observaciones del Telescopio Espacial Hubble, que realizó observaciones espectrales y de albedo de Vesta en 1994, 1996, 2007 y 2010. Posteriormente, se le asignó informalmente la designación provisional de Característica n.° 11.  Al igual que con otras características superficiales de Vesta, Vibidia se observó por primera vez en detalle tras la llegada de la sonda Dawn el 16 de julio de 2011. Recibió su nombre en honor a la virgen vestal romana Vibidia el 27 de diciembre de 2011.